# 보호처분
보호처분이란 사회보호 및 특별예방적 목적으로 소년범, 누범자(과실로 인하여 죄를 범한 자는 제외), 심신장애자, 마약류중독자 등에 대하여 그 환경의 조정과 성행의 교정을 위하여, 또 재범의 위험성이 있어 특수한 교육, 개선 및 치료가 필요하다고 인정되는 자에 대하여 가하는 보안처분의 일종이다.